# Nova Scotia Oilers
Die Nova Scotia Oilers waren ein kanadisches Eishockeyfranchise der American Hockey League aus Halifax, Nova Scotia. Die Spielstätte der Nova Scotia Oilers war das Halifax Metro Centre.

## Geschichte
Die Nova Scotia Oilers wurde 1984 als Farmteam der Edmonton Oilers gegründet und übernahmen deren Logo. In insgesamt vier Spielzeiten in der American Hockey League erreichten die Oilers dreimal die Playoffs, schieden jedoch jeweils in der ersten Playoff-Runde aus. Einzig in der Saison 1985/86 wurden die Playoffs verpasst.
Nach der Saison 1987/88 wurde das Team nach Sydney, Nova Scotia umgesiedelt, wo sie als Cape Breton Oilers in der AHL spielten. Die Lücke, die in der Stadt hinterlassen wurde, füllten die Halifax Citadels.

## Saisonstatistik
Abkürzungen: GP = Spiele, W = Siege, L = Niederlagen, T = Unentschieden, OTL = Niederlagen nach Overtime SOL = Niederlagen nach Shootout, Pts = Punkte, GF = Erzielte Tore, GA = Gegentore, PIM = Strafminuten
| Saison  | GP  | W   | L   | T  | OTL | Pts | GF   | GA   | Platz     | Playoffs                                                                                 |
| 1984/85 | 80  | 36  | 37  | 7  | —   | 79  | 292  | 295  | 4., North | Niederlage im Division Semifinal, 2:4 (Maine)                                            |
| 1985/86 | 80  | 29  | 43  | 8  | —   | 66  | 314  | 353  | 6., North | nicht qualifiziert                                                                       |
| 1986/87 | 80  | 38  | 39  | 0  | 3   | 79  | 318  | 315  | 4., North | Niederlage im Division Semifinal, 1:4 (Sherbrooke)                                       |
| 1987/88 | 80  | 35  | 34  | 9  | 2   | 81  | 323  | 343  | 4., North | Niederlage im Division Semifinal, 1:4 (Maine)                                            |
| Gesamt  | 320 | 138 | 153 | 24 | 5   | 305 | 1247 | 1306 |           | 3 Playoff-Teilnahmen 3 Serien: 0 Siege, 3 Niederlagen 16 Spiele: 4 Siege, 12 Niederlagen |

## Team-Rekorde

### Karriererekorde
Spiele: 228  Steve Graves
Tore: 87  Tom McMurchy
Assists: 96  Dean Hopkins
Punkte: 172  Dean Hopkins
Strafminuten: 463  Kelly Buchberger

## Bekannte ehemalige Spieler
- Chris Joseph
- Butch Goring
- Jan Tábor
- Mike Heidt
- Bruce Boudreau
- Ken Berry
- Bruce Cassidy